# Песчанокопское сельское поселение
Песчаноко́пское се́льское поселе́ние — муниципальное образование в Песчанокопском районе Ростовской области Российской Федерации.
Административный центр — село Песчанокопское.

## История
История создания Песчанокопского сельского поселения относится к 2004 году, когда в ходе реформы органов местного самоуправления из территории бывшего Песчанокопского сельского Совета было образовано новое муниципальное образование. 
В состав нового муниципального образования Песчанокопского сельского поселения вошло пять населённых пунктов, административным центром которого стало село Песчанокопское.
В марте 2005 года проводились выборы в органы местного самоуправления на всей территории Ростовской области, в том числе и на территории Песчанокопского сельского поселения. В результате чего, были избраны депутаты в представительный орган - Собрание депутатов  и Глава администрации Песчанокопского сельского поселения.
Собрание депутатов Песчанокопского сельского поселения (4-го созыва) состоит из 15 человек. Председателем Собрания депутатов - Главой Песчанокопского сельского поселения является Марков Алексей Алексеевич.
Исполнительно-распорядительным органом является Администрация Песчанокопского сельского поселения, возглавляемое Главой администрации. Главой Администрации Песчанокопского сельского поселения является Острогорский Александр Викторович.

## Состав сельского поселения
| № | Населённый пункт | Тип населённого пункта       | Население |
| - | ---------------- | ---------------------------- | --------- |
| 1 | Новая Палестина  | хутор                        | ↘82       |
| 2 | Песчанокопское   | село, административный центр | ↘10 593   |
| 3 | Сандатовский     | хутор                        | 8         |
| 4 | Солдатский       | хутор                        | 9         |
| 5 | Терновой         | хутор                        | 97        |

## Население
| 2010   | 2012    | 2013    | 2014    | 2015    | 2016  | 2017  |
| ------ | ------- | ------- | ------- | ------- | ----- | ----- |
| 10 789 | ↘10 568 | ↘10 409 | ↘10 156 | ↘10 051 | ↘9940 | ↘9785 |
| 2018   | 2019    | 2020    | 2021    |         |       |       |
| ↘9592  | ↘9347   | ↘9167   | ↘9025   |         |       |       |

## Достопримечательности
В селе установлен обелиск воинам-землякам, погибшим в годы Великой Отечественной войны. В 2003 году обелиск был отреконструирован. На плитах около памятника высечены 1467 фамилий погибших и пропавших без вести песчанокопцев и слова: «Ценою слёз и материнской боли война была оплачена сполна. Мы память павших чтим, и не позволим, чтоб разразилась новая война! Слава вам, храбрые! Слава, бесстрашные! Вечную славу поет вам народ! Добросовестно жившие, смерть сокрушившие, Память о вас никогда не умрёт! Они умирали, чтобы жили мы».
В селе также установлен Памятник расстрелянным военнопленным. Здесь было расстреляно около 188 человек, из них военнослужащих бойцов и командиров Красной Армии — 113 человек.